# Iwan Atanassow (Eishockeyspieler)
Iwan Atanassow (bulgarisch Иван Атанасов; * 30. April 1957) ist ein ehemaliger bulgarischer Eishockeyspieler. Sein Bruder Malin Atanassow nahm ebenfalls bei den Winterspielen 1976 im Eishockey für Bulgarien teil. 

## Karriere
Iwan Atanassow nahm für die bulgarische Nationalmannschaft an den Olympischen Winterspielen 1976 in Innsbruck teil. Mit seinem Team belegte er den zwölften und somit letzten Platz. Er selbst kam im Turnierverlauf in sechs Spielen zum Einsatz und erzielte dabei zwei Tore und eine Vorlage.  